# Maireana
Maireana é um género botânico de arbustos perenes pertencente à família Amaranthaceae. Possui 57 espécies, sendo um gênero endêmico da Austrália. Anteriormente, as espécies deste gêneros estavam classificadas sob o gênero Kochia. Foi descrito em 1840, pelo botânico Moquin-Tandon, sendo nomeado em homenagem à Joseph François Maire, um botânico amador que tornou-se amigo de Moquin-Tandon durante sua primeira visita à Paris em 1834.
Sua espécie tipo é Maireana tomentosa, descrita pelo próprio Moquin-Tandon.

## Espécies
- Maireana amoena (Diels) Paul G.Wilson
- Maireana aphylla (R.Br.) Paul G.Wilson
- Maireana appressa (Benth.) Paul G.Wilson
- Maireana astrotricha (L.A.S.Johnson) Paul G.Wilson
- Maireana atkinsiana (W.Fitzg.) Paul G.Wilson
- Maireana brevifolia (R.Br.) Paul G.Wilson - Small-leaf bluebush
- Maireana campanulata Paul G.Wilson
- Maireana cannonii (J.M.Black) Paul G.Wilson
- Maireana cheelii (R.H.Anderson) Paul G.Wilson
- Maireana ciliata (F.Muell.) Paul G.Wilson
- Maireana convexa Paul G.Wilson
- Maireana coronata (J.M.Black) Paul G.Wilson
- Maireana decalvans (Gand.) Paul G.Wilson
- Maireana dichoptera (F.Muell.) Paul G.Wilson
- Maireana diffusa Paul G.Wilson
- Maireana enchylaenoides (F.Muell.) Paul G.Wilson
- Maireana eriantha (F.Muell.) Paul G.Wilson
- Maireana erioclada (Benth.) Paul G.Wilson
- Maireana eriosphaera Paul G.Wilson
- Maireana excavata (J.M.Black) Paul G.Wilson
- Maireana georgei (Diels) Paul G.Wilson
- Maireana glomerifolia (F.Muell. & Tate) Paul G.Wilson
- Maireana humillima (F.Muell.) Paul G.Wilson
- Maireana integra (Paul G.Wilson) Paul G.Wilson
- Maireana lanosa (Lindl.) Paul G.Wilson
- Maireana lobiflora (Benth.) Paul G.Wilson
- Maireana luehmannii (F.Muell.) Paul G.Wilson
- Maireana marginata (Benth.) Paul G.Wilson
- Maireana melanocarpa Paul G.Wilson
- Maireana melanocoma (F.Muell.) Paul G.Wilson
- Maireana microcarpa (Benth.) Paul G.Wilson
- Maireana microphylla (Moq.) Paul G.Wilson
- Maireana murrayana (Ewart & B.Rees) Paul G.Wilson
- Maireana obrienii N.G.Walsh
- Maireana oppositifolia (F.Muell.) Paul G.Wilson
- Maireana ovata (Ising) Paul G.Wilson
- Maireana pentatropis (Tate) Paul G.Wilson
- Maireana planifolia (F.Muell.) Paul G.Wilson
- Maireana platycarpa Paul G.Wilson
- Maireana polypterygia (Diels) Paul G.Wilson
- Maireana prosthecochaeta (F.Muell.) Paul G.Wilson
- Maireana pyramidata (Benth.) Paul G.Wilson
- Maireana radiata (Paul G.Wilson) Paul G.Wilson
- Maireana rohrlachii (Paul G.Wilson) Paul G.Wilson
- Maireana schistocarpa Paul G.Wilson
- Maireana sclerolaenoides (F.Muell.) Paul G.Wilson
- Maireana scleroptera (J.M.Black) Paul G.Wilson
- Maireana sedifolia (F.Muell.) Paul G.Wilson
- Maireana sp. Patience (C.P.Campbell 1052)
- Maireana sp. Rainbow Valley (A91207)
- Maireana spongiocarpa (F.Muell.) Paul G.Wilson
- Maireana stipitata Paul G.Wilson
- Maireana thesioides (C.A.Gardner) Paul G.Wilson
- Maireana tomentosa Moq.
- Maireana trichoptera (J.M.Black) Paul G.Wilson
- Maireana triptera (Benth.) Paul G.Wilson
- Maireana turbinata Paul G.Wilson
- Maireana villosa (Lindl.) Paul G.Wilson[11]